# Psorothamnus emoryi
Psorothamnus emoryi är en ärtväxtart som först beskrevs av Asa Gray, och fick sitt nu gällande namn av Per Axel Rydberg. Psorothamnus emoryi ingår i släktet Psorothamnus och familjen ärtväxter.

## Underarter
Arten delas in i följande underarter:
- P. e. arenarius
- P. e. emoryi